# 東京少年 (GOING STEADYの曲)
「東京少年」（とうきょうしょうねん）は、日本のバンド、GOING STEADYが2001年4月27日にリリースした、3枚目のシングルである。

## 概要
- 完全初回限定生産。
- 2曲目Because I Love ItはLIFEBALLのカバー。
- 同年7月6日に完全初回受注生産アナログ盤が発売された。

## 収録曲
1. 東京少年
2. Because I Love It